# Adenomus dasi
Adenomus dasi är en groddjursart som beskrevs av Kelum Manamendra-Arachchi och Rohan Pethiyagoda 1998. Adenomus dasi ingår i släktet Adenomus och familjen paddor. Inga underarter finns listade i Catalogue of Life.
Arten har flera små populationer på centrala Sri Lanka. Den lever i bergstrakter mellan 1000 och 1900 meter över havet. Exemplaren vistas nära vattendrag i molnskogar. Vattnets temperatur ligger vid 17 till 18,5 °C. Individer som känner sig hotade hoppar i vattnet och gömmer sig mellan bergssprickor. Hos nära släktingar sker grodynglens utveckling i vattendragen.
Beståndet hotas av vattenföroreningar. Under regntiden simmar fisken Garra ceylonensis till vattendragens övre lopp och skapar fördammningar. Så torkar några avsnitt av vattendragen ut. I regionen etablerades naturskyddszoner. IUCN kategoriserar arten globalt som starkt hotad.